# Holstenwall

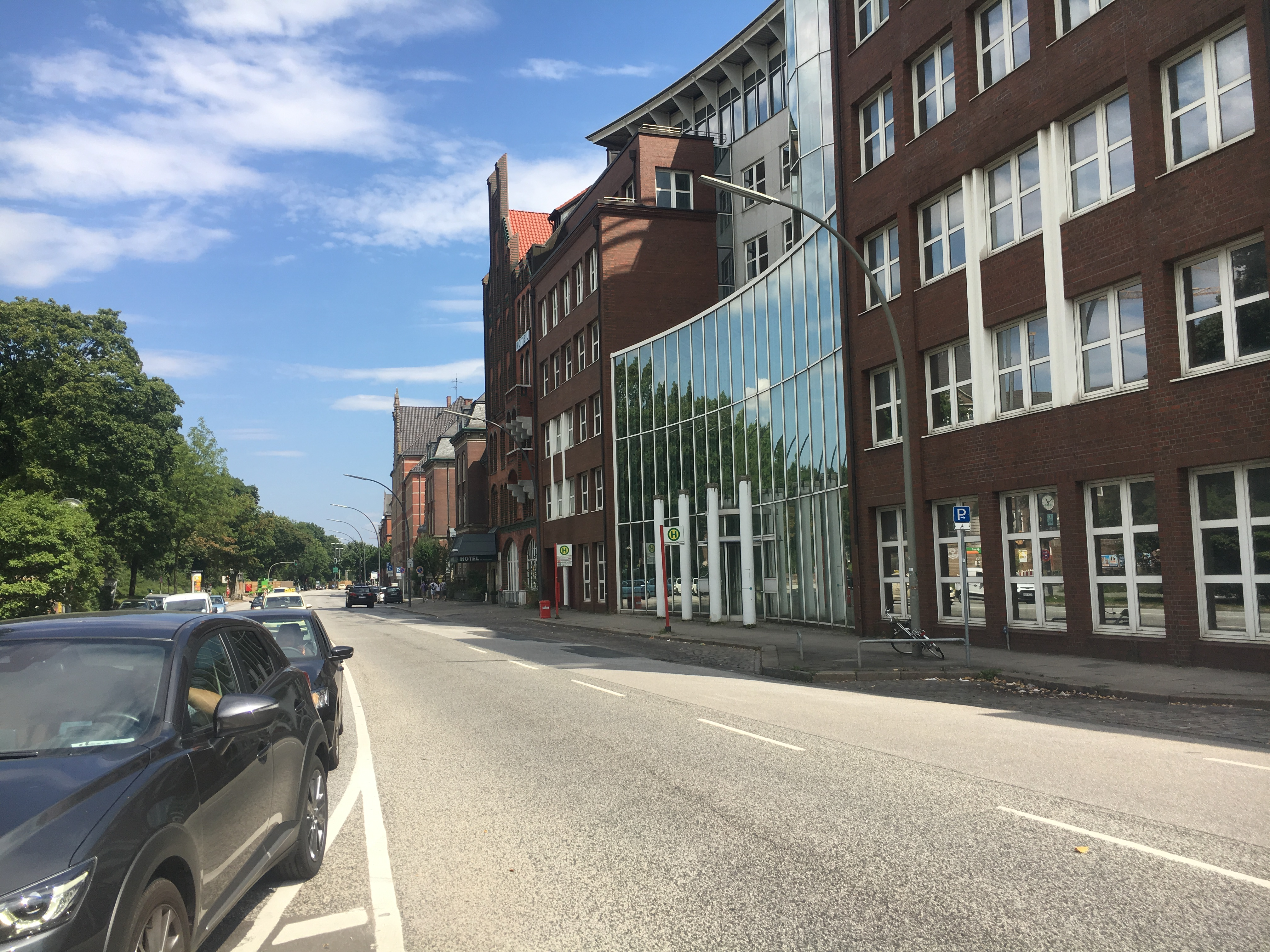
Holstenwall von Süden

Der Holstenwall ist eine rund 800 Meter lange Innerortsstraße im Stadtteil Hamburg-Neustadt. Als Teil des historischen Wallrings (Ring 1) um die Hamburger Innenstadt gehört er zum Hauptverkehrsstraßennetz von Hamburg und trägt die amtliche Schlüsselnummer H592.

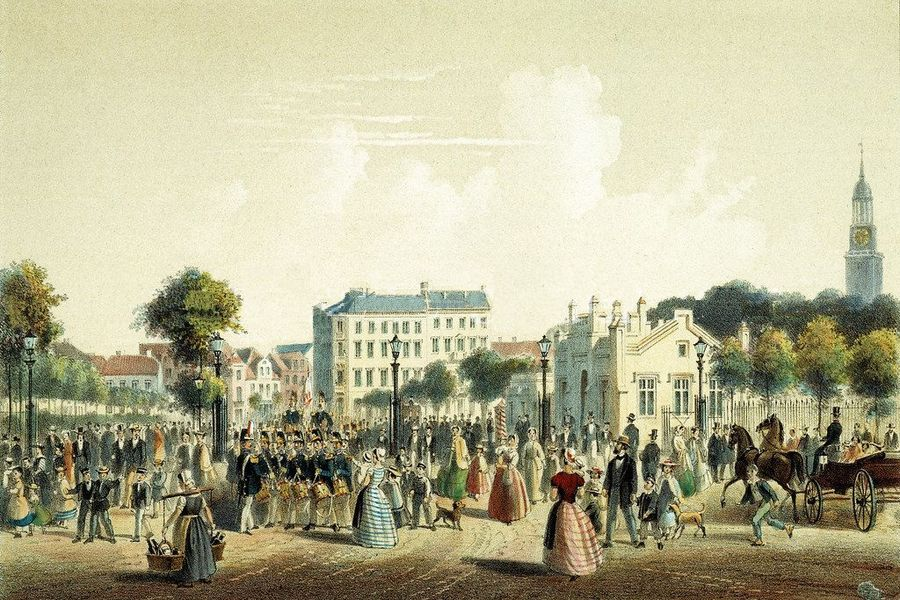
Das Holstentor um 1860

Die vierstreifige Straße verläuft am westlichen Rand der Innenstadt vom Johannes-Brahms-Platz⊙ in südwestlicher Richtung bis zur Einmündung der Ludwig-Erhard-Straße (B4) in den Millerntordamm.⊙ Die Westseite wird vollständig von den Großen Wallanlagen eingenommen, die Ostseite ist mit repräsentativen und meist öffentlichen Gebäuden wie Schulen und Wohnstiften aus der Zeit vor dem Ersten Weltkrieg bebaut. Unterbrochen wird die Gebäudereihe von drei einmündenden Querstraßen (Bei Schuldts Stift, Enckeplatz, Peterstraße). Einziges Gebäude auf der Westseite ist das auf einer ehemaligen Bastion in den Wallanlagen gelegene Museum für Hamburgische Geschichte.

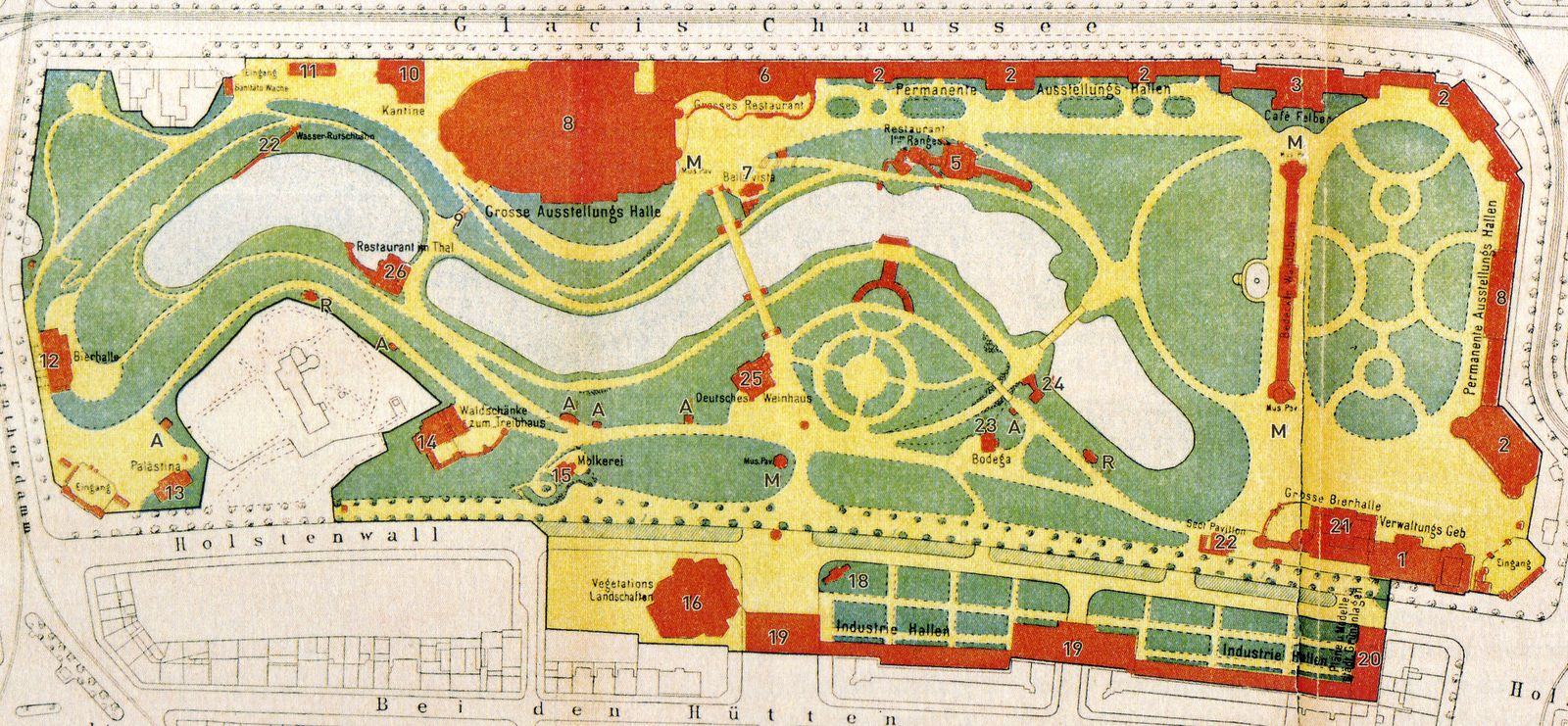
Lageplan der Gartenbauausstellung 1897 am Holstenwall

Benannt ist der Holstenwall nach dem früheren Holstentor beim heutigen Johannes-Brahms-Platz. Angelegt wurde er ab 1893 im Zuge der „Wallregulierung“ durch Oberingenieur Franz Andreas Meyer als Teil einer Ringstraße nach Wiener Vorbild und südliche Verlängerung des bereits in den 1880er Jahren angelegten Gorch-Fock-Walls. Der ehemalige Festungswall aus dem 17. Jahrhundert war schon in den 1820er Jahren entfestigt und nach Plänen von Isaak Altmann in eine Parkanlage mit breiten Reit- und Flanierwegen umgewandelt worden. 1859 wurde für den wachsenden Verkehr in die Vorstädte das Holstentor als zusätzlicher Ausgang zwischen Damm- und Millerntor geschaffen. Später kamen dann die beiden Ringstraßen sowie die ebenfalls auf das Holstentor zulaufende Kaiser-Wilhelm-Straße (1890–93) als Durchbruchstraße quer durch die Gängeviertel der Neustadt hinzu. 1897 wurde der Holstenwall in das Ausstellungsgelände der Internationalen Gartenbauausstellung in den angrenzenden Großen Wallanlagen einbezogen; die eigentliche Bebauung begann dann erst in den darauffolgenden Jahren.
Anders als die übrigen Abschnitte des Wallrings wurde der Holstenwall nie von der Straßenbahn befahren und verfügt deshalb auch über keinen Mittelstreifen. Die Bahnen verkehrten auf diesem Abschnitt stattdessen über die auf der „Außenseite“ des einstigen Walles parallel verlaufenden Glacischaussee. Heute fahren allerdings die HVV-Stadtbuslinie 112 und mehrere Nachtbuslinien über den Holstenwall.

## Gebäude
- Brahms-Kontor (Holstenwall 1–5, erbaut in mehreren Bauabschnitten von 1903 bis 1931 von Lundt & Kallmorgen, Ferdinand Sckopp und Wilhelm Vortmann)
- ehemalige Kinderbewahranstalt (Holstenwall 6, erbaut 1904 von Hermann Behr und Alfred Eckmann)
- Gewerbehaus und Sitz der Handwerkskammer Hamburg (Holstenwall 12, erbaut 1912–1915 von Fritz Schumacher)
- ehemalige Volksschulen Enckeplatz (Holstenwall 14–15, erbaut 1901–1903 von Carl Johann Christian Zimmermann) und Peterstraße (16–17, erbaut 1904–1906 von Albert Erbe), heute genutzt von der Beruflichen Schule für Spedition, Logistik & Verkehr (BS20)
- Heinesches Wohnstift (Holstenwall 18, erbaut 1901 von Martin Haller und Hermann Geißler)
- ehemaliges Bäckerinnungshaus (Holstenwall 19, erbaut 1899 von Hermann Wurzbach), heute als Hotel genutzt, der zugehörige Ballsaal diente von 1983 bis 2008 als Spielstätte des Theaters am Holstenwall[4]
- Museum für Hamburgische Geschichte (Holstenwall 24, erbaut 1914–1923 von Fritz Schumacher)

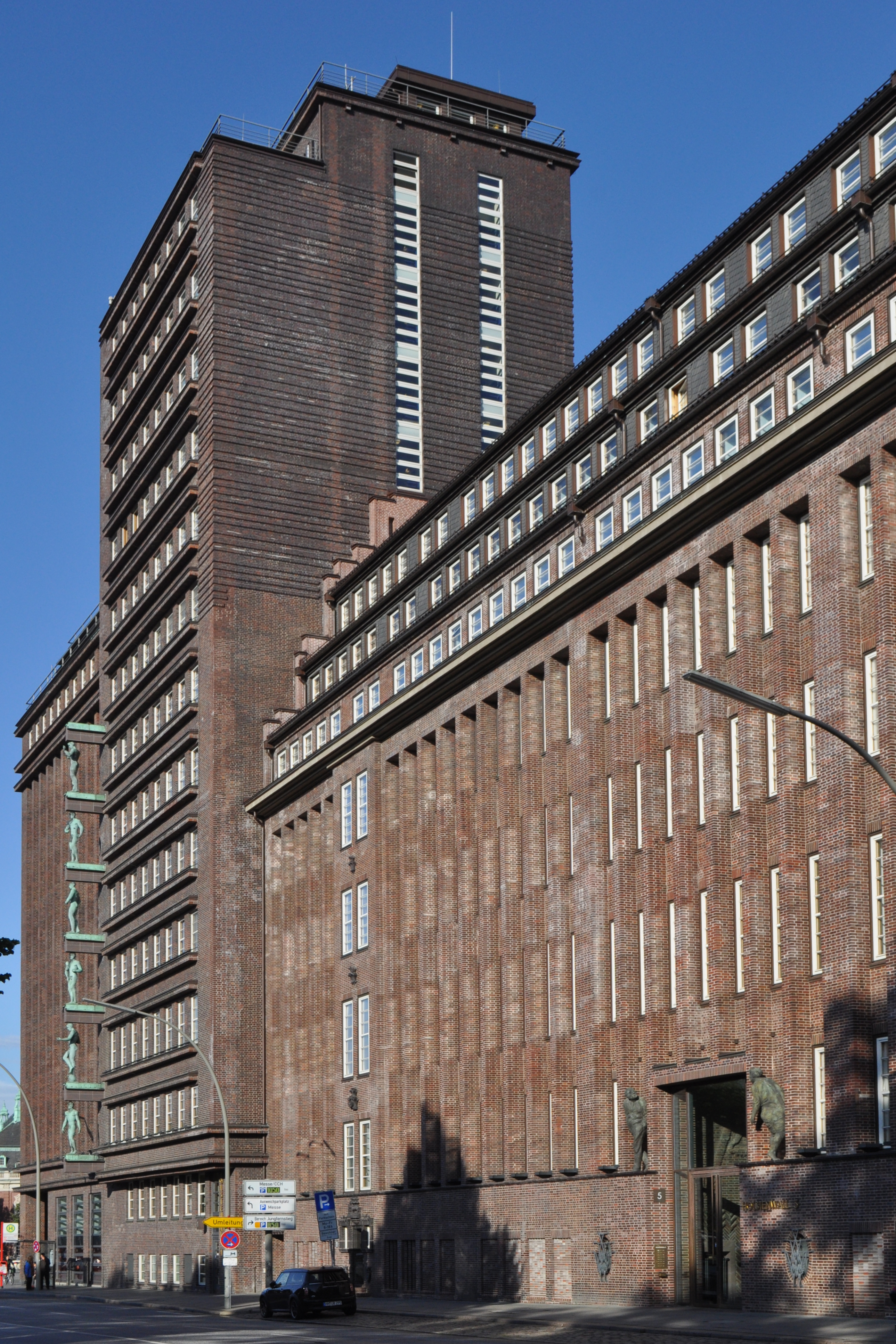
Brahms-Kontor, Fassade zum Holstenwall
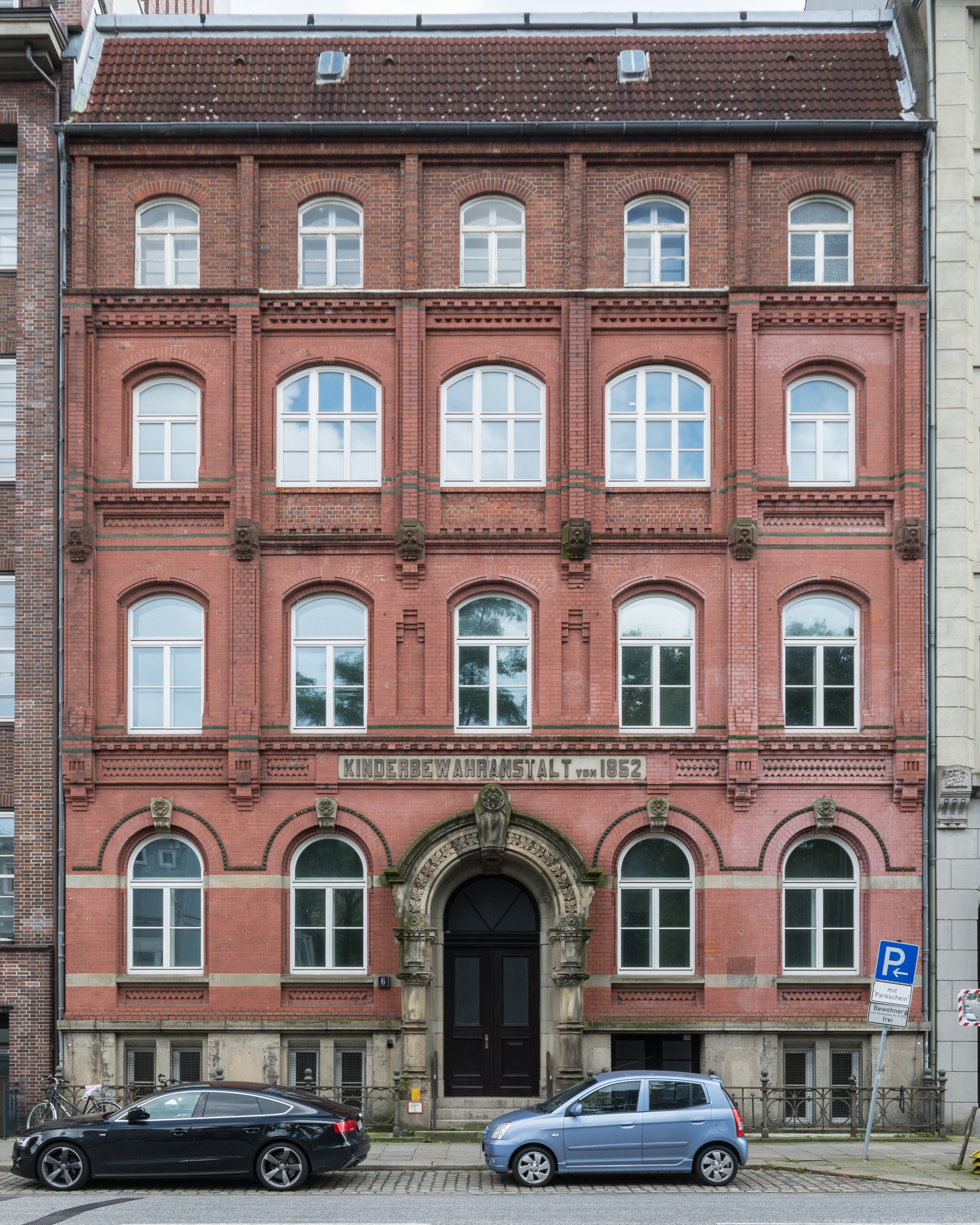
Kinderbewahr-Anstalt
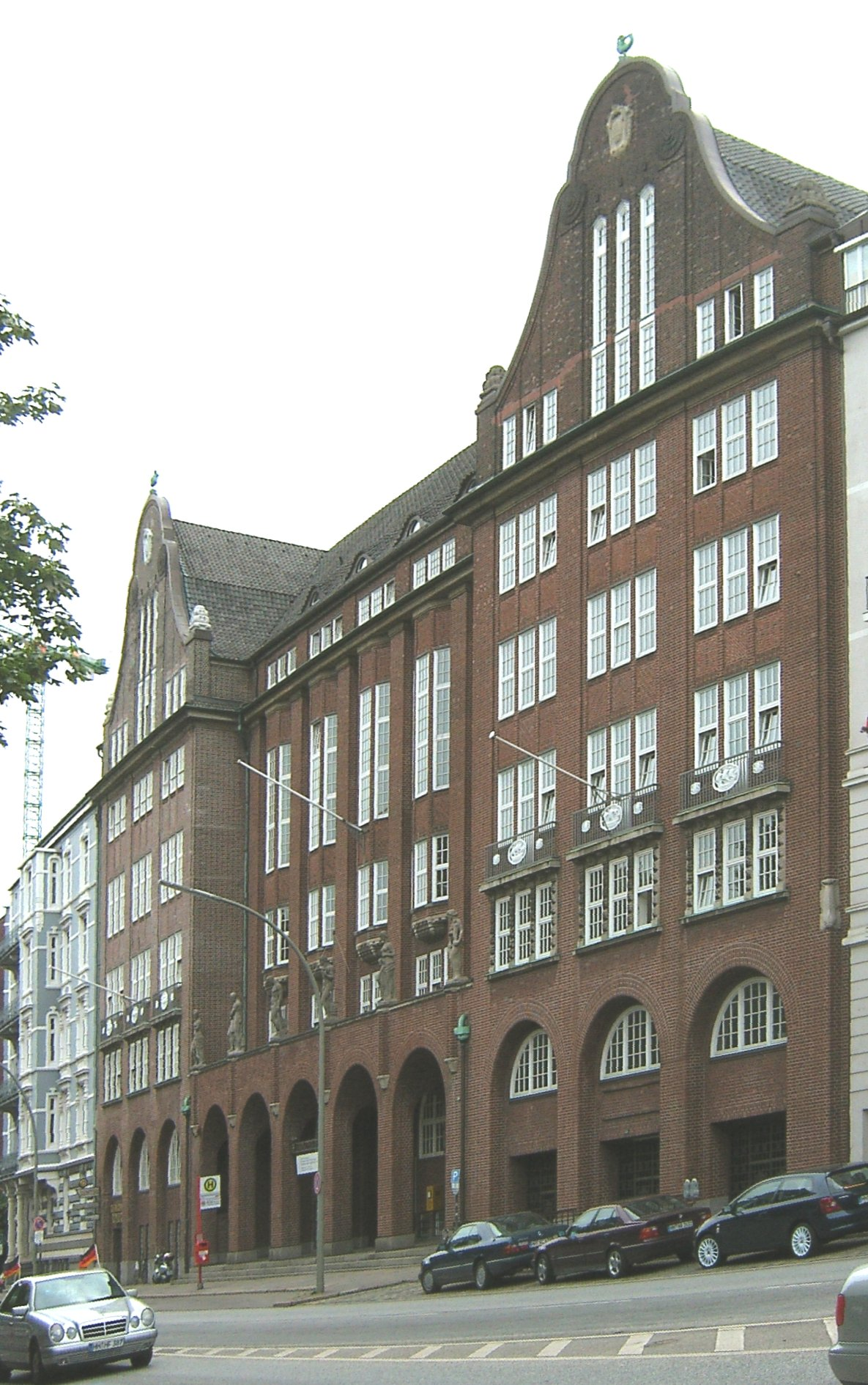
Gewerbehaus
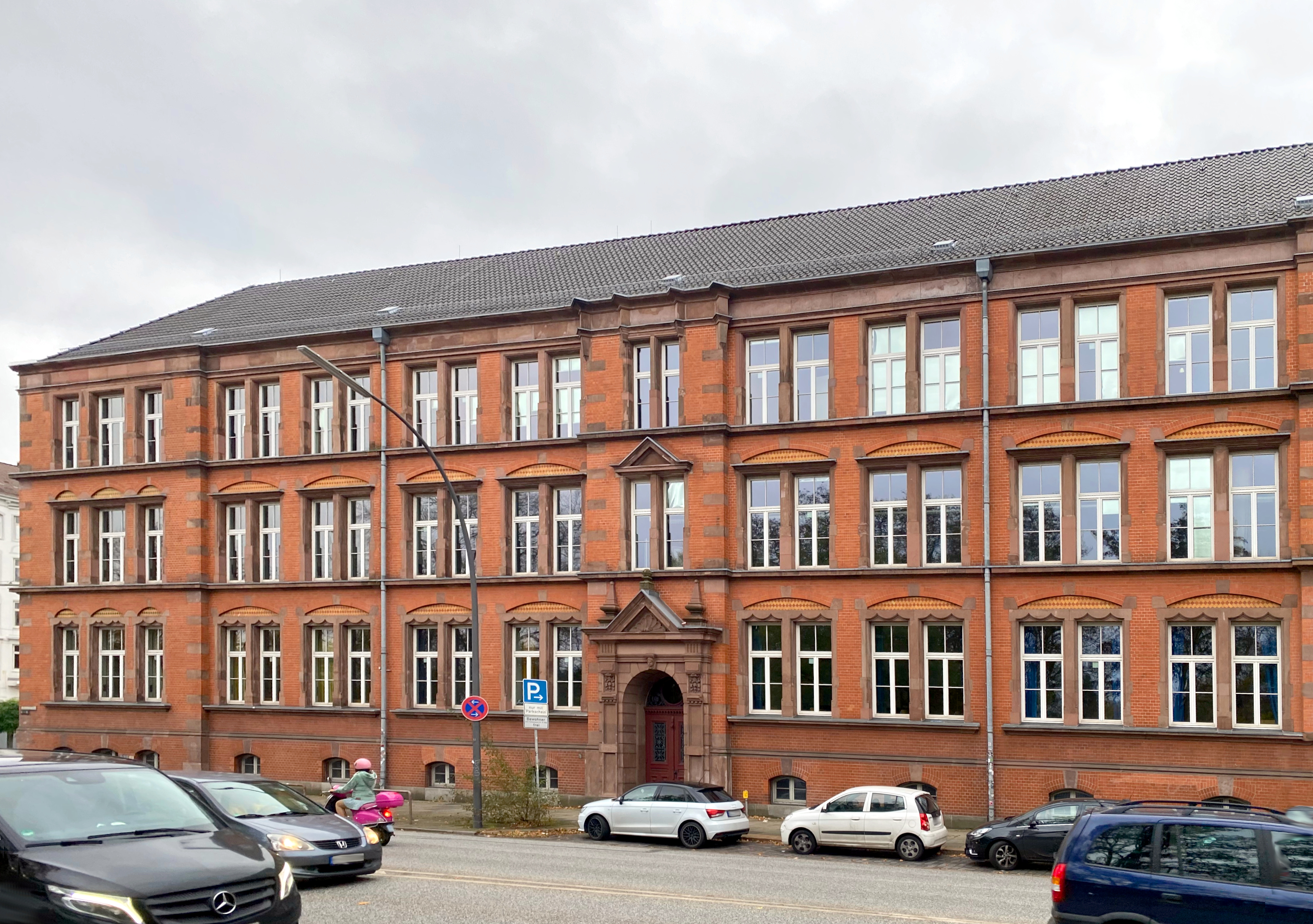
Schule Enckeplatz
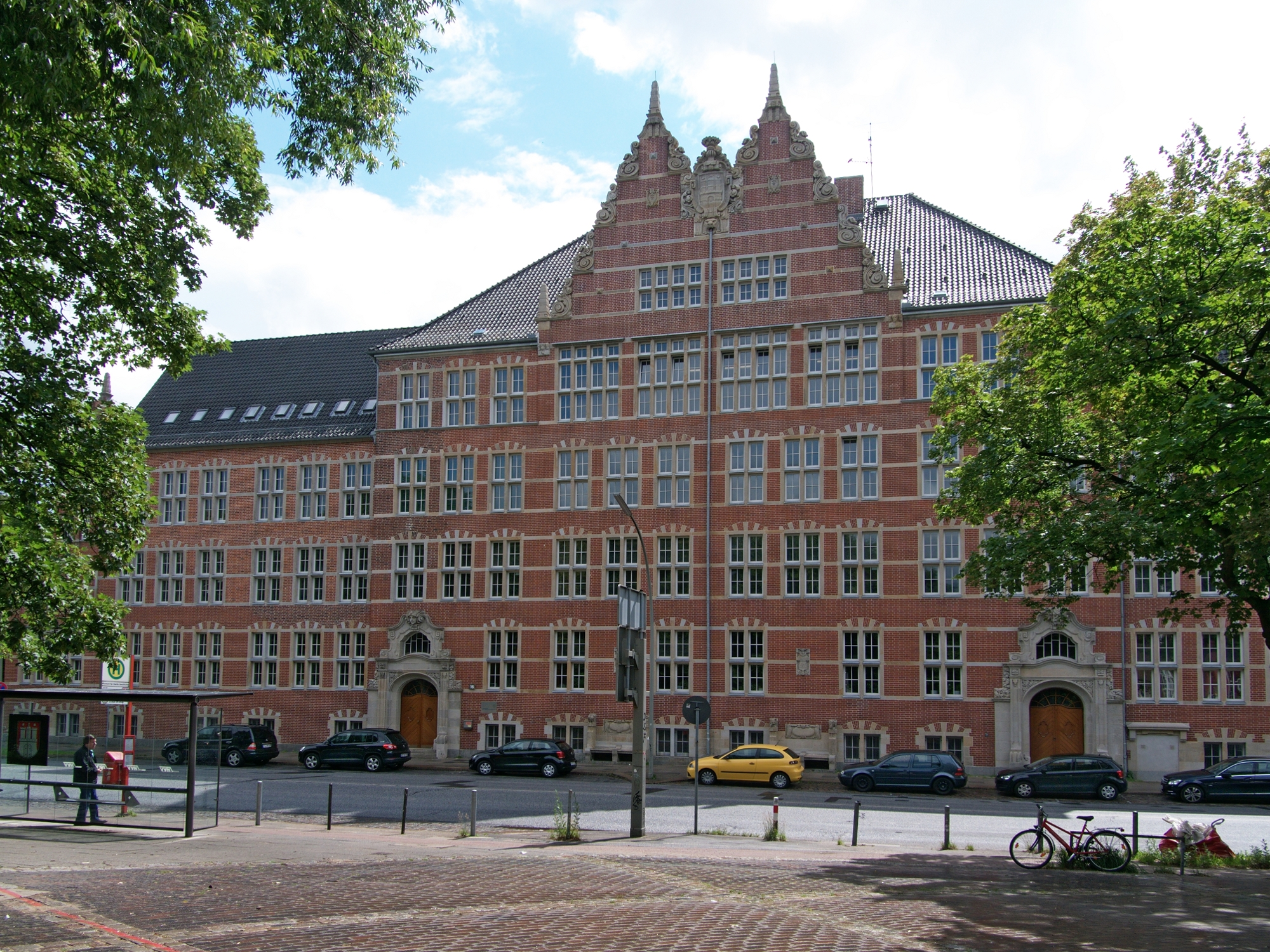
Schule Peterstraße
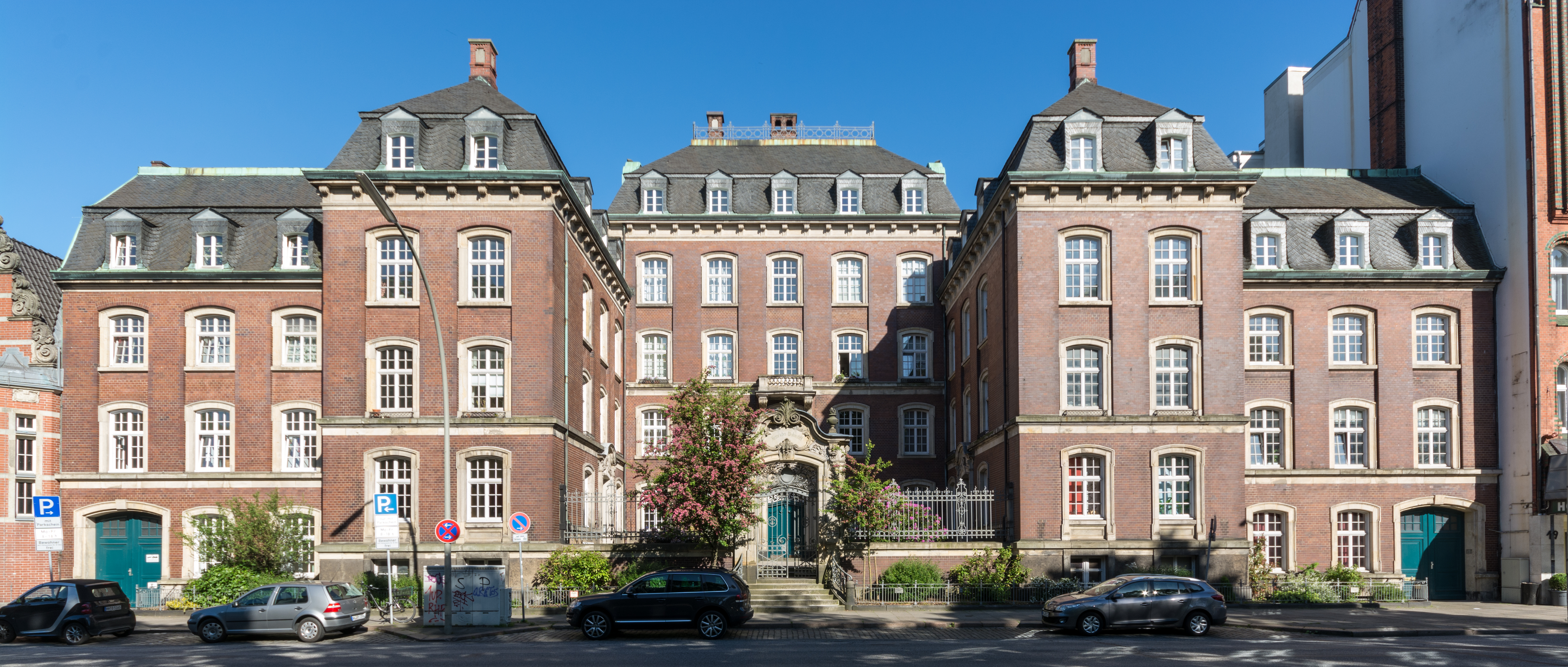
Heinesches Wohnstift